# Ханжиново
Ханжиново — село в Заларинском районе Иркутской области России. Административный центр Ханжиновского муниципального образования. Находится примерно в 19 км к западу от районного центра.

## Население
| 2002 | 2010  | 2011  | 2012  |
| ---- | ----- | ----- | ----- |
| 1350 | ↘1129 | ↘1127 | ↘1088 |

Гендерный состав
По данным Всероссийской переписи, в 2010 году в селе проживало 1129 человек (544 мужчины и 585 женщин).